# StG-940突擊步槍
StG-940是一種由德意志民主共和國生產的AK步槍衍生型，發射5.56×45毫米NATO口徑步槍彈，主要供出口之用。

## 發展
StG-940是德意志民主共和國（東德）在1980年代研製的突擊步槍，當時東德獲得來自蘇聯的生產許可和技術支援，能夠自行生產AK步槍。
然而，協議中卻規定了東德生產的AK-74只能自用，並不得作出口之用。為了迴避此條款的限制，東德當局把他們仿製的AK-74口徑改為5.56×45毫米，再包裝成另一款步槍出口。
後來在兩德統一後，德國聯邦國防軍曾對StG-940進行過測試，但卻沒有正式採用。德國政府還中止了StG-940的生產及出口，更銷毀已經生產出來的StG-940。
除了少部分StG-940及其鋼製彈匣被作為軍剩物資出售外，絕大多數的StG-940都沒有留存下來，因此該槍現在成為了稀有品。

## 衍生型

### StG-941
採用塑料固定式的標準型突擊步槍。

### StG-942
採用鋼折疊式的標準型突擊步槍。

### StG-943
採用鋼折疊式的卡賓槍。

### LMG-944
輕機槍型。

### PG-945

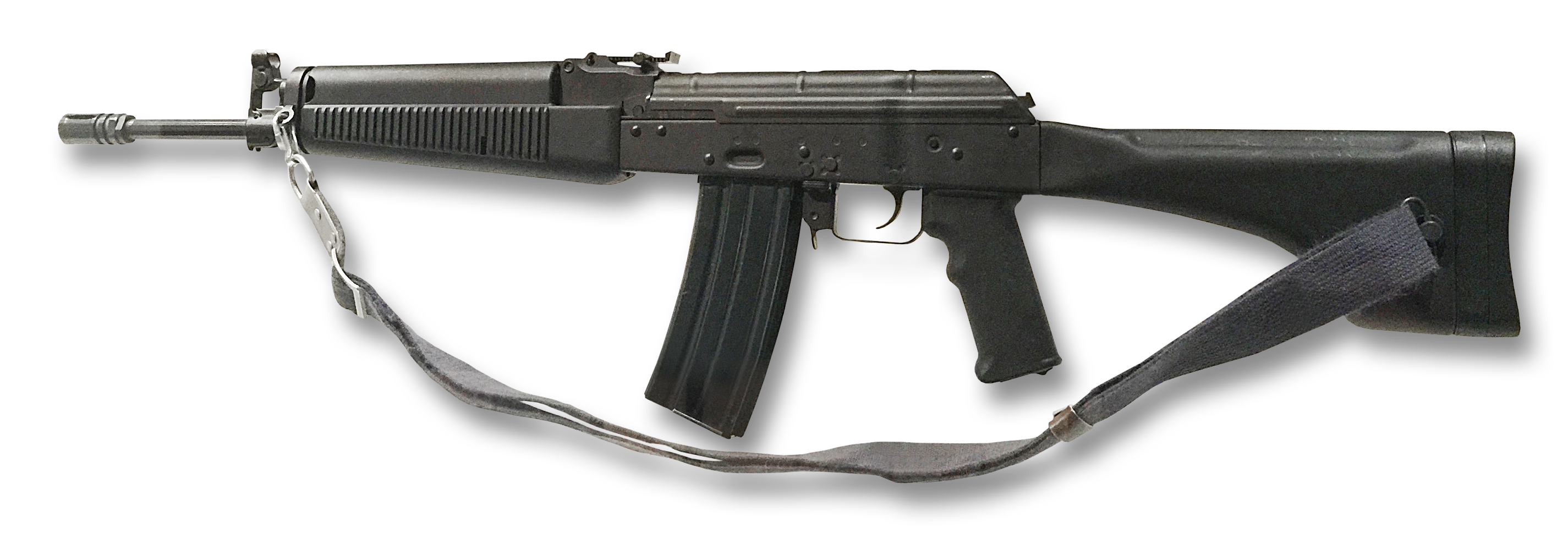
StG-941

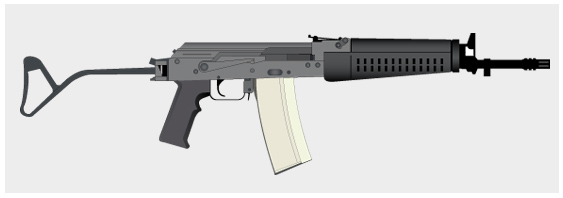
StG-942

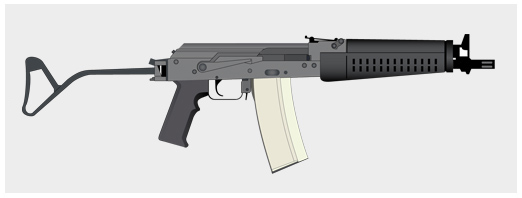
StG-943

狙擊步槍型。

## 使用國
- 东德
- 印度
- 秘魯